# Eugenio Guerrieri
Giuseppe Eugenio Guerrieri (Novoli, 24 luglio 1874 – Bagnoli, 15 gennaio 1957) è stato un astronomo italiano.

## Biografia
Figlio di Alessandro Guerrieri e di Lucilla Ruggio, trascorse l'infanzia a Novoli insieme ai fratelli e le sorelle. Ebbe dalla moglie Olga Cecaro quattro figli.
Si laureò a Napoli nel 1896 in Matematica, conseguendo anche il diploma di magistero nel 1897. Frequentò, poi il quarto anno per la laurea in fisica e la scuola politecnica. Nel 1900 fu nominato da Emanuele Fergola 2° assistente.
Si occupò di alcune osservazioni meteorologiche e misure del campo magnetico terrestre. Portò avanti calcoli delle orbite di alcuni piccoli pianeti e comete, osservando e studiando le macchie solari.
Nel 1915 fu nominato astronomo aggiunto.